# باول ك. كارلتون
باول ك. كارلتون (بالإنجليزية: Paul K. Carlton)‏ هو ضابط أمريكي، ولد في 14 أبريل 1921 في نيوهامبشير في الولايات المتحدة، وتوفي في 23 نوفمبر 2009 في سان أنطونيو في الولايات المتحدة.